# Prasinocyma marginepunctata
Prasinocyma marginepunctata là một loài bướm đêm trong họ Geometridae.